# The Chaos Engine
The Chaos Engine — название игры для европейского рынка, разработанной британской компанией The Bitmap Brothers и опубликованная Renegade Software в 1993 году. Версия для Северной Америки вышла под названием Soldiers of Fortune. У игры есть сиквел под названием The Chaos Engine 2, вышедший в 1996 году. На территории России версия для Mega Drive распространялась в картридж-бокс издании.

## Сюжет
Однажды путешественник во времени отправился на разведку из будущего в викторианскую Англию конца 1800-х годов. Однако его технологии попали в руки королевского общества во главе с великим изобретателем бароном Фортескью (его прототипом был Чарлз Бэббидж). Он преуспел в своем творении и создал Двигатель Хаоса, с помощью которого можно было экспериментировать с любым веществом, и даже с самой природой пространства и времени. Однако, Двигатель Хаоса захватил власть над создателем. Отовсюду на полуострове появились монстры, роботы и воскрешённые динозавры. Британия становится отрезанной от остального мира с уничтожением телеграфных проводов. Любые корабли, подплывающие к острову, подвергаются нападению. Британская империя осталась в клочьях, а мир — в экономическом и политическом хаосе. Для спасения полуострова несколько наёмников решают проникнуть в запретную территорию и остановить развитие катастрофы. Британской королевской семье, членам парламента и небольшому числу беженцев удается бежать, принося с собой много страшных рассказов.
В финальной битве отряд побеждает механизм, после чего освобождает Фортескью (бывшего всё это время рассказчиком игры).
На Amiga игровые события описывались текстом с дискет, на Amiga CD32 — также при помощи анимационных сцен и озвучивания авторского текста.

## Персонажи
Всего в игре шесть персонажей на выбор: Gentleman, Preacher (в версии для Северной Америки — Scientist), Navvie, Thug, Mercenary и Brigand. Каждый из них со своими уникальными способностями. Игрок выбирает двух наёмников из шести, которые возьмут на себя задачу победить барона Фортескью. В игровых персонажах есть различные качества, которые влияют на геймплей, такие как скорость и боевые способности.
В режиме одного игрока, компьютерный искусственный интеллект управляет вторым игроком, так что игрок никогда не будет бороться с врагами в одиночку.
В Северной Америке персонаж Preacher был немного визуально изменён и переименован в Scientist из-за позиции местного издателя, посчитавшего оскорбительным наличие в игре убивающего людей священника.

## Игровой процесс
Игрок во время нахождения на уровнях подбирает бонусы, золото и ключи для решения головоломок и прохода через лабиринты. В конце каждого чётного уровня можно потратить заработанные средства на улучшение оружия, покупку новых предметов, повышения здоровья и других характеристик персонажа.

## Разработка
В команду разработчиков входили Стив Каргилл, Саймон Кнайт, Дэн Малон, Эрик Мэтьюс и Майк Монтгомери. Группа Joi выступила создателем заглавной темы, а Ричард Джозеф (Richard Joseph, род. 23 апреля 1953) занимался остальной музыкальной составляющей.
Игра была вдохновлена романом Брюса Стерлинга и Уилльяма Гибсона Машина различий, ставшем основой стилистики и сюжета игры.
Кодер игры разрабатывал союзнический AI, наблюдая за игровым тестированием самой игры и кодируя уже на основе поведения игрока.
Позже игра была портирована на консоли. Для умещения саундтрека в аудио память Super NES, уступавшей в объёме консолям серии Amiiga, Джозеф применил методы стандартной компрессии и разместил там только семплы, а остальные данные были переведены в основную память.

## Ремейк
Ремастеринговая версия The Chaos Engine, по сути являвшаяся широкоэкранным портом с версии для Amiga AGA (названная AA версией) с оригинальными интро и саундтреком, была разработана Abstraction Games и выпущена для Windows, Mac и Linux 29 августа 2013 года. Были сохранены все особенности игрового процесса, графическая и звуковая составляющая оригинала.
В новой версии появилась возможность удалённой игры для двух пользователей посредством Steam, глобальный список лучших результатов, и дополнительная опция двух графических эффектов: смягчающего пиксельную графику низкого разрешения фильтр и bloom для отдельных частей игровой графики.

## Оценки
| Иноязычные издания | Иноязычные издания           |
| Издание            | Оценка                       |
| ------------------ | ---------------------------- |
| Amiga Action       | 9,2/10                       |
| Amiga Format       | 9,0/10                       |
| Amiga Power        | 9,1/10 (CD32) 8,9/10 (Amiga) |
| Commodore User     | 8,1/10                       |
| EGM                | 6,8/10 (SNES) 6,4/10 (MD)    |

Electronic Gaming Monthly дал версии Super NES 6.8 баллов из 10 возможных, назвав её «хорошим шутингом в духе Technoclash и Gauntlet», версии для Genesis — 6.4 балла. GamePro критиковал спрайты из-за слишком маленького размера, что уравновесило дизайнерской работой, в итоге отметив интересный игровой процесс, надёжное управление и хороший коллективный режим.

### Награды
- SEGA Awards 1994 Best 3rd Party Game of the Year[13]
- Amiga Power 11th best game of all time[14]
- Mega 15th best Mega Drive game of all time[15]